# Syndicat sportif
Un syndicat sportif groupe des sportifs professionnels afin de défendre leurs droits face aux propriétaires des clubs et aux instances gérant le sport professionnel. Longtemps inefficace à obtenir des droits pour ses membres, le syndicalisme sportif devient moderne et efficace à partir des années 1960. 

## Chronologie des débuts du syndicalisme sportif
- 1885 : création du syndicat américain de joueurs de baseball : Brotherhood of Professional Base Ball Players[1].

- 1890 : saison unique de la Players League de baseball organisée par la Brotherhood of Professional Base Ball Players. L'échec de cette compétition entraine la dissolution de la Brotherhood of Professional Base Ball Players.
- 1898 (février): création en Angleterre du premier syndicat de joueurs de football (Association Footballers Union) (AFU) en réponse à l’introduction par la Football League du Retain and transfer system.

- 1900 : création du syndicat américain de joueurs de baseball : Players Protective Association.
- 1901 : en Angleterre, l'AFU est dissoute. La même année, la Football League introduit la règle du salaire maximum.
- 1903 : dissolution du syndicat américain de joueurs de baseball : Players Protective Association.
- 1907 : création du syndicat anglais des joueurs de football : Professional Footballers' Association (PFA).

- 1912 : création du syndicat américain de joueurs de baseball : Fraternity of Professional Baseball Players of America.
- 1917 : dissolution du syndicat américain de joueurs de baseball : Fraternity of Professional Baseball Players of America.

- 1922 : création du syndicat américain de joueurs de baseball : National Baseball Players Association of the United States.

- 1940 : création du syndicat américain de jockeys : Jockeys' Guild.
- 1944 : (15 octobre) : création du syndicat français des entraîneurs de chevaux de trot : Syndicat des entraîneurs de chevaux de courses au trot en France.
- 1946 : création de l'éphémère syndicat américain de joueurs de baseball : American Baseball Guild.

- 1954 : création du syndicat américain des joueurs de NBA (basket-ball) : National Basketball Players Association (NBPA).
- 1956 : création du syndicat américain des joueurs de NFL (football américain) : National Football League Players Association (NFLPA).
- 1956 : création du syndicat américain des joueurs de MLB (baseball) : Major League Baseball Players Association (MLBPA).
- 1957 (janvier) : création du syndicat français des cyclistes : UCPF, ancêtre de l'Union nationale des cyclistes professionnels (UNCP) fondée au début des années 1960.
- 1957 : création éphémère d'une première version d'un syndicat nord-américain des joueurs de NHL (hockey sur glace).

- 1961 (novembre) : création du syndicat français de footballeurs : Union nationale des footballeurs professionnels (UNFP)
- 1963 : La justice anglaise juge illégal le Retain and transfer system en vigueur en Football League.
- 1967 (juin) : création du syndicat nord-américain des joueurs de NHL (hockey sur glace) : National Hockey League Players' Association (NHLPA).
- 1967 : création du syndicat anglais des joueurs de cricket : Professional Cricketers' Association (PCA).
- 1968 : création du syndicat italien des joueurs de football : Associazione Italiana Calciatori (AIC).
- 1969 (24 juin): création du syndicat britannique des jockeys : Professionnal Jockey Association (PFA)

- 1978 : création du syndicat espagnol des joueurs de football : Asociación de Futbolistas Españoles (AFE).